# Chélan
Chélan é uma comuna francesa na região administrativa de Occitânia, no departamento de Gers. Estende-se por uma área de 13,49 km². Em 2010 a comuna tinha 179 habitantes (densidade: 13,3 hab./km²).